# Enicospilus bajulus
Enicospilus bajulus là một loài tò vò trong họ Ichneumonidae.